# نام‌گذاری سه‌نامی
در زیست‌شناسی، نام‌گذاری سه‌نامی یا نام‌گذاری سه‌جمله‌ای (به انگلیسی: Trinomial nomenclature)، به نام‌هایی برای گونه‌های زیر رتبه گونه‌ها اشاره دارد. این نام‌ها سه بخش دارند. کاربرد آن در جانورشناسی و گیاه‌شناسی متفاوت است.

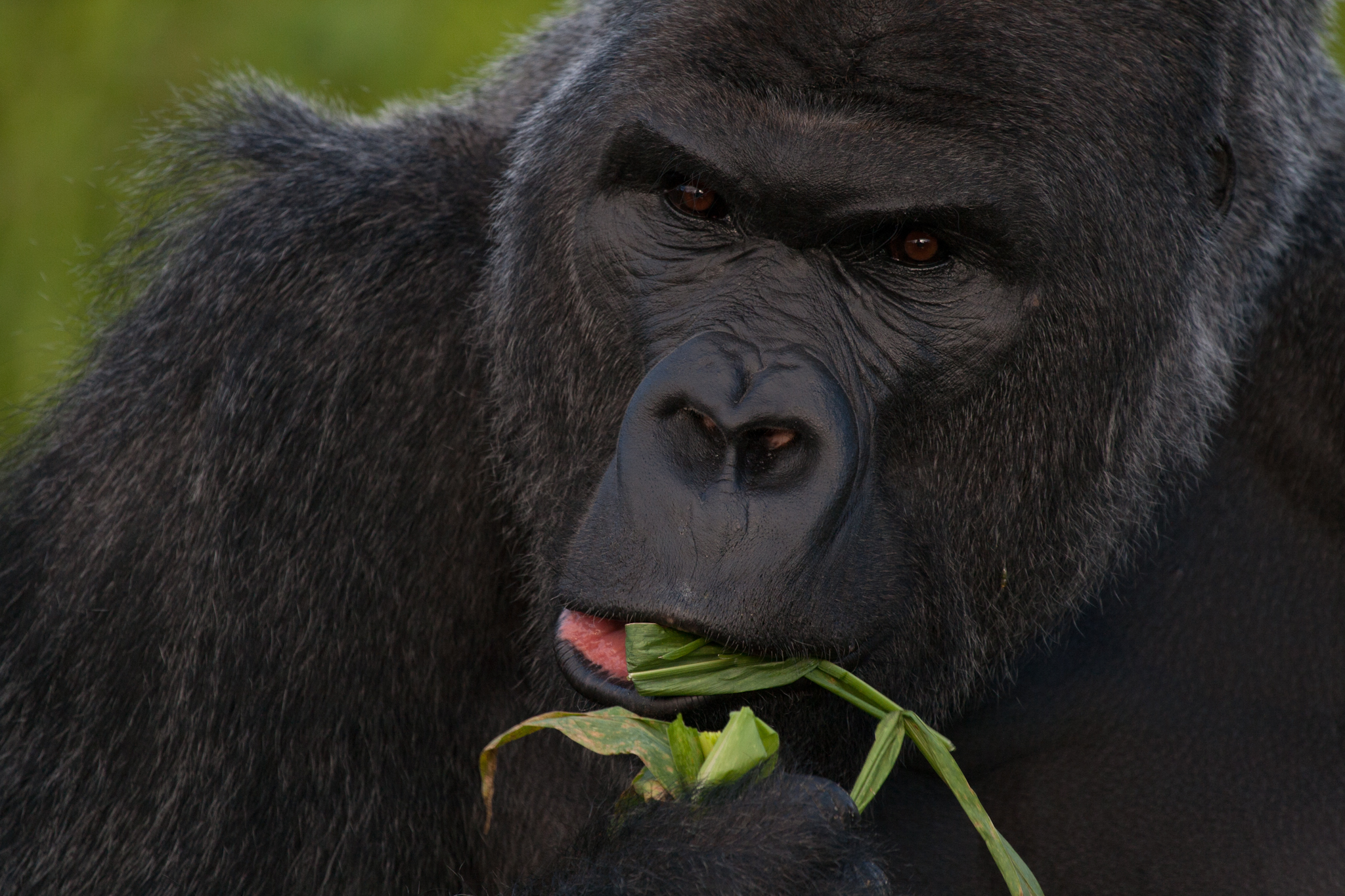
تصویر گوریل دشتی غربی در بحران انقراض است. نام سه‌نامی آن Gorilla gorilla gorilla است.

## در جانورشناسی

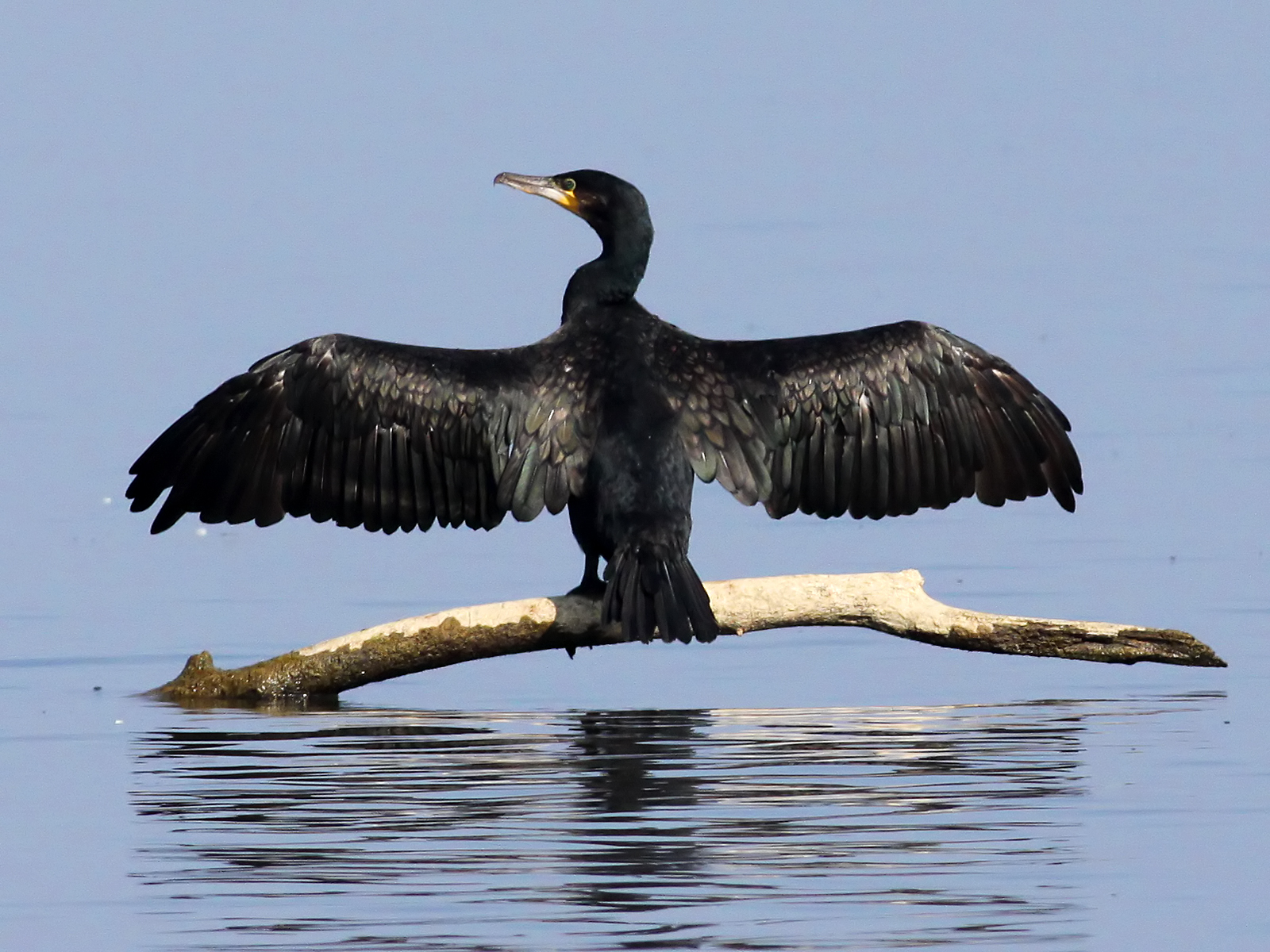
خشک کردن بال در زیرگونه باکلان بزرگ " Phalacrocorax carbo novaehollandiae".

در نامگذاری جانورشناسی، یک سه‌نامی (جمع trinomina)، نام سه‌نامی، یا نام سه‌تایی به نام یک زیرگونه اشاره دارد. به عنوان مثال، Gorilla gorilla gorilla (Savage، ۱۸۴۷) برای گوریل دشتی غربی (سردهٔ گوریل، گونهٔ گوریل غربی)، و گاومیش کوهان دار آمریکایی (Linnaeus، ۱۷۵۸) برای گاو کوهان‌دار دشتی (سردهٔ گاومیش کوهان‌دار، گونهٔ گاومیش کوهان‌دار آمریکایی).
سه‌نامی دارای سه بخش است: نام عمومی، نام گونه‌ای و نام زیرگونه‌ای. دو بخش نخست به تنهایی نام علمی یا گونه را تشکیل می‌دهند. هر سه نام به صورت مورب تنظیم شده‌اند و فقط حرف نخست نام عمومی با حروف بزرگ نوشته شده‌است. هیچ شاخصی از رتبه گنجانده نشده‌است: در جانورشناسی، زیرگونه‌ها تنها رتبه پایین‌تر از گونه‌ها هستند. به عنوان مثال: «Buteo jamaicensis borealis یکی از زیرگونه باز دم‌سرخ (Buteo jamaicensis) است.»
در یک نشریه آرایه‌شناسی، یک نام بدون استناد نویسنده و جزئیات انتشار ناقص است. این نشان می‌دهد که چه کسی نام، در چه نشریه‌ای و در چه تاریخی آن را منتشر کرده‌است. به عنوان مثال: " Phalacrocorax carbo novaehollandiae (Stephens, 1826)" به زیرگونه‌ای از باکلان بزرگ (Phalacrocorax carbo) اشاره می‌کند که توسط جیمز فرانسیس استفنز در سال ۱۸۲۶ معرفی شد با نام زیرگونه novaehollandiae ("New Holland").
اگر نام عمومی و نام گونه‌ای قبلاً در همان پاراگراف ذکر شده باشد، اغلب با حروف اولیه مخفف می‌شوند. به عنوان مثال می‌توان نوشت: "باکلان بزرگ Phalacrocorax carbo دارای یک زیرگونه مجزا در استرالزی است، مانند باکلان سیاه P. c. novaehollandiae ".

## در گیاه‌شناسی
برای جلبک‌ها، قارچ‌ها، گیاهان و فسیل‌های آن‌ها، تعداد نامشخصی از رتبه‌های زیرگونه در زیر سطح گونه‌ها مجاز است. رتبه‌های ثانویه در زیر رتبه گونه‌ها، جوره و فرم هستند، و رتبه‌های بیشتری را می‌توان با استفاده از پیشوند "sub" برای ساخت زیرگونه، زیرجوره و زیرفرم ایجاد کرد. به ندرت حتی اشکال بیشتری ایجاد می‌شود، مانند ابرزیرگونه‌ها. لازم نیست که همهٔ این رتبه‌ها مشخص شوند، برای مثال، برخی از نویسندگان ترجیح می‌دهند که گونه‌های گیاهی را به زیرگونه‌ها تقسیم کنند، در حالی که برخی دیگر ترجیح می‌دهند از گونه‌ها استفاده کنند.
این رتبه‌ها اجزای یک رده‌بندی زیست‌شناسی هستند، برای مثال Corylopsis sinensis var. calvescens f. veitchiana یک گیاه زینتی باغی است. با این حال، یک نام با یک طبقه‌بندی یکسان نیست و نام این گیاه یک نام سه‌جمله‌ای است که تنها سه بخش دارد، دو بخش نام گونه یعنی Corylopsis sinensis، به اضافه نام فرم veitchiana، برای Corylopsis sinensis f. veitchiana.